# Greta Cicolari
Greta Cicolari (Osio Sotto, 23 agosto 1982) è una pallavolista e giocatrice di beach volley italiana.

## Carriera

### Pallavolo
Inizia la sua carriera di pallavolista nel 1997, nel ruolo di schiacciatrice, nelle giovanili del Bergamo, venendo inserita in prima squadra nella stagione 1999-00, durante la quale si aggiudica la Supercoppa italiana 1999 e la Coppa dei Campioni 1999-00. Nelle annate seguenti milita nel campionato di Serie B1, dapprima nel Pistoia e quindi nel Collecchio; fa il proprio esordio in Serie A2 nella stagione 2002-03, ingaggiata dal Universal Carpi e trasferendosi nelle annate successive al Cavazzale, al Club Padova e al Castelfidardo. Il suo ritorno in Serie A1 avviene nelle file del Santeramo nel campionato 2006-07, mentre in quello successivo si trasferisce al Chieri, dove rimane due annate prima di abbandonare la pallavolo per dedicarsi al beach volley.
Nel febbraio 2020 torna alla pallavolo indoor, ingaggiata dalla VolAlto Caserta con la possibilità, nelle intenzioni della società campana, di poterla schierare nella formazione impegnata nel campionato di Serie A1; all'esordio con la prima squadra, nel corso della partita contro la Pro Victoria, l'atleta alla discesa da un salto in attacco, rompe il legamento crociato del ginocchio sinistro e la costringe ad interrompere l'attività e a subire un intervento chirurgico; il tesseramento è peraltro giudicato irregolare senza motivazione e l'incontro viene perso a tavolino dalla squadra casertana.

### Beach volley
Nel 2009 decide di dedicarsi esclusivamente al beach volley, mettendo fine alla sua carriera di pallavolista. Dal 2009 al 2014 fa parte del Centro Sportivo dell'Aeronautica Militare.
Debutta nel circuito professionistico internazionale a Pescara con i Giochi del Mediterraneo 2009, dove vince la medaglia d'argento in coppia con Lucia Bacchi.
Si laurea subito Campionessa d'Italia 2009, in coppia con la giovane Marta Menegatti.
Il debutto al World tour avviene l'8 settembre 2009 a Barcellona, in Spagna, in coppia con Marta Menegatti, piazzandosi in 13ª posizione; la tappa seguente a Sanya, in Cina, ottie il 4º posto.
Il 17 maggio 2011 ottiene il suo primo podio in una tappa del World tour a Mysłowice, in Polonia, arrivando seconda in coppia con la Menegatti. Vince la medaglia d'Oro ai Campionati europei a Kristiansand 2011.
Prende parte all'edizione dei Giochi olimpici di Londra 2012 dove si classifica al quinto posto.
Prende parte altresì a due edizioni dei Campionati mondiali ottenendo come miglior risultato il quinto posto storico a Stare Jabłonki 2013.
Vince inoltre la medaglia d'oro ai Giochi del Mediterraneo 2013 a Mersin.
Colleziona in 2 stagioni 7 medaglie al World tour.
A partire da luglio 2013, la Cicolari non viene più convocata dal CT della nazionale, per scelta tecnica e sopraggiunta incompatibilità con Marta Menegatti come quest'ultima ha dichiarato: da questo momento inizia una durissima contrapposizione fra la campionessa e la FIPAV. Nel novembre 2013 riceve una squalifica di sei mesi per aver secondo la Fipav definito "caprone nero" il CT; nel marzo 2014 viene punita con altri sette mesi di squalifica per aver secondo la Fipav descritto il sistema della federazione come "qualcosa di molto simile alla mafia".
La giocatrice presenta ricorso al Tar del Lazio, respingendo le accuse, e nel frattempo i suoi sostenitori hanno effettuato una raccolta firme per chiedere al presidente della FIPAV di farla tornare a giocare.
Il 14 dicembre 2014 finisce di scontare la squalifica, in attesa della sentenza del Tar del Lazio. Ricomincia a giocare il 26 dicembre 2014, partecipando alla prima tappa del Campionato Italiano Indoor a Mussolente in coppia con la diciannovenne Margherita Bianchin e si piazza subito al 3º posto partendo dalle qualifiche. Riceve inoltre il premio come Miglior giocatrice del torneo.
Nel 2015 ricomincia la sua preparazione in vista degli impegni internazionali e l'inizio della qualificazione olimpica verso Rio 2016, nonostante tutti i problemi e le conseguenze negative che la così lunga e controversa squalifica che la Fipav le ha inflitto possono averle causato. Torna a giocare in forma totalmente privata e con i suoi sponsor personali, senza nessun sostegno da parte della Fipav.
Si laurea Campionessa Italiana di Beach volley 2015 in coppia con Giulia Momoli, con cui vince anche le precedenti 3 tappe del Campionato italiano di beach volley, piazzandosi così davanti a tutte le coppie federali.
A livello internazionale affronta i vari impegni sempre con l'aiuto di sponsor personali e con diverse compagne, raggiungendo a fine stagione due brillanti noni posti al World Tour di Rio de Janeiro e di Sochi in coppia con Giulia Momoli.
Il 9 marzo 2016 viene depositata la sentenza con cui il Tar del Lazio si pronuncia a favore dell'atleta e condanna la Fipav al pagamento di euro 208.500 a titolo di risarcimento del danno, oltre alle spese di giudizio.
Il Consiglio di stato annulla il risarcimento del danno dando ragione alla Cicolari su 3 dei 4 punti in questione, ma non su quello fondamentale, ovvero la pretesa di veder riconosciuto il travisamento dei fatti da parte delle corti sportive in merito alle ragioni che avevano provocato la squalifica. In altre parole, il Consiglio di Stato afferma, ribaltando sul punto la decisione del TAR Lazio, che la giustizia sportiva aveva valutato correttamente le prove a carico della Cicolari, negandole dunque il risarcimento danni a cui, in ogni caso, l'atleta non avrebbe avuto diritto, avendo invocato perdite di chance e mancati guadagni che non le sarebbero derivati dall'attività sportiva - condizione essenziale per il risarcimento - , ma da operazioni private, ovvero voci di lucro extra-sportivo.   
La giocatrice deposita ricorso in data 20 Dicembre 2017 alla Corte Europea dei diritti dell'uomo di Strasburgo.
Ma i provvedimenti della FIPAV non si fermano, e l'atleta viene ripetutamente squalificata negli anni successivi, con le più diverse motivazioni, anche in situazioni paradossali come nel momento in cui la Cicolari ha ricevuto una comunicazione di squalifica pur non essendo in quel momento tesserata.
A seguito di tutto ciò e della conseguente interruzione di carriera, l'atleta ora si dedica all'insegnamento della disciplina in giro per l'Italia, attraverso la sua "Scuola di Beach volley di Greta Cicolari".

### Snow volley
Il 4 aprile 2016 in coppia con Giulia Toti si laurea campionessa europea 2016 di snow volley, nel primo tour europeo ufficiale patrocinato dalla CEV, diventando così anche la prima atleta ad aver vinto il titolo europeo sia di beach volley sia di snow volley.

## Palmarès

### Pallavolo
- Coppa dei Campioni: 1

1999-00
- Supercoppa italiana: 1

1999

### Beach volley

#### Campionati europei
- 1 oro: Kristiansand 2011

#### World tour
- 7 podi: 3 secondi posti e 4 terzi posti

#### Giochi del Mediterraneo
- 1 argento: a Pescara 2009
- 1 oro: a Mersin 2013

Olimpiadi
- 5º posto Giochi di Londra 2012